# Eesti Karikas 2000-2001
La Coppa d'Estonia 2000-2001 (in estone Eesti Karikas) è stata la 9ª edizione del torneo dopo l'indipendenza dell'Estonia. Il Trans Narva ha vinto il trofeo per la prima volta nella sua storia.

## Formula
Sono noti solo i risultati dai quarti di finale.
La finale fu giocata in gara unica a Valga.

## Quarti di finale
Le gare di andata furono disputate l'11 aprile 2001, quelle di ritorno il 21 e il 22 aprile 2001.
| Squadra 1           | Totale | Squadra 2        | Andata | Ritorno |
| ------------------- | ------ | ---------------- | ------ | ------- |
| Trans Narva         | 7 - 3  | Kuressaare       | 4 - 1  | 3 - 2   |
| Elva                | 0 - 11 | Flora Tallinn    | 0 - 4  | 0 - 7   |
| Lootus Kohtla-Järve | 4 - 2  | Tulevik Viljandi | 1 - 1  | 3 - 1   |
| Levadia Tallinn     | 2 - 8  | Levadia Maardu   | 2 - 3  | 0 - 5   |

## Semifinali
Le gare di andata furono disputate il 2 maggio 2001, quelle di ritorno il 16 maggio 2001.
| Squadra 1           | Totale | Squadra 2     | Andata | Ritorno |
| ------------------- | ------ | ------------- | ------ | ------- |
| Lootus Kohtla-Järve | 2 - 3  | Trans Narva   | 1 - 1  | 1 - 2   |
| Levadia Maardu      | 1 - 4  | Flora Tallinn | 0 - 2  | 1 - 2   |

## Finale
| Squadra 1   | Risultato   | Squadra 2     |
| ----------- | ----------- | ------------- |
| Trans Narva | 1 - 0 (dts) | Flora Tallinn |

| Valga 24 maggio 2001                                  | Trans Narva | 1 – 0 (d.t.s.) | Flora Tallinn |  |
| \| \| \| \| \| Oleg Kurotskin 111’ \| Marcatori \| \| |             |                |               |  |
|                                                       |             |                |               |  |
| Oleg Kurotskin 111’                                   | Marcatori   |                |               |  |